# Liolaemus ruibali
Espèce
Statut de conservation UICN

 LC  : Préoccupation mineure
Liolaemus ruibali est une espèce de sauriens de la famille des Liolaemidae.

## Répartition
Cette espèce est endémique d'Argentine. Elle se rencontre dans les provinces de Mendoza et de La Rioja. On la trouve entre 2 500 et 3 500 m d'altitude.

## Description
C'est un saurien vivipare.

## Étymologie
Cette espèce est nommée en l'honneur de Rodolfo Ruibal.

## Publication originale
- Donoso-Barros, 1961 : Three new lizards of the genus Liolaemus from the highest Andes of Chile and Argentina. Copeia, vol. 1961, no 4, p. 387-391.